# 272
272 (CCLXXII) a fost un an al calendarului iulian.

## Nașteri
- 27 februarie: Constantin cel Mare, Impărat Roman (d. 337)

## Decese
- Longinus, 59 ani, retor elin (n.c. 212)